# Huntleigh (Misuri)
Huntleigh es una ciudad situada en el condado de San Luis, Misuri, Estados Unidos. Según el censo de 2020, tiene una población de 361 habitantes.
Está ubicada a unos 20 km del centro de la ciudad de San Luis.
Es una localidad exclusivamente residencial, sin actividad comercial ni industrial de ningún tipo. Sus residentes están entre los más ricos del estado.  

## Geografía
La localidad está ubicada en las coordenadas 38°36′47″N 90°24′33″O / 38.61306, -90.40917 (38.613131, -90.409097). Según la Oficina del Censo de los Estados Unidos, Huntleigh tiene una superficie total de 2.58 km², correspondientes en su totalidad a tierra firme.

## Demografía
Según el censo de 2020, hay 361 personas residiendo en Huntleigh. La densidad de población es de 134.70 hab./km². El 90.30% son blancos, el 0.27% es afroamericano, el 2.77% son asiáticos, el 1.11% son de otras razas y el 5.54% son de dos o más razas. Del total de la población, el 4.43% son hispanos o latinos de cualquier raza.